# 4月3日
4月3日（しがつみっか）は、グレゴリオ暦で年始から93日目（閏年では94日目）にあたり、年末まであと272日ある。

## できごと

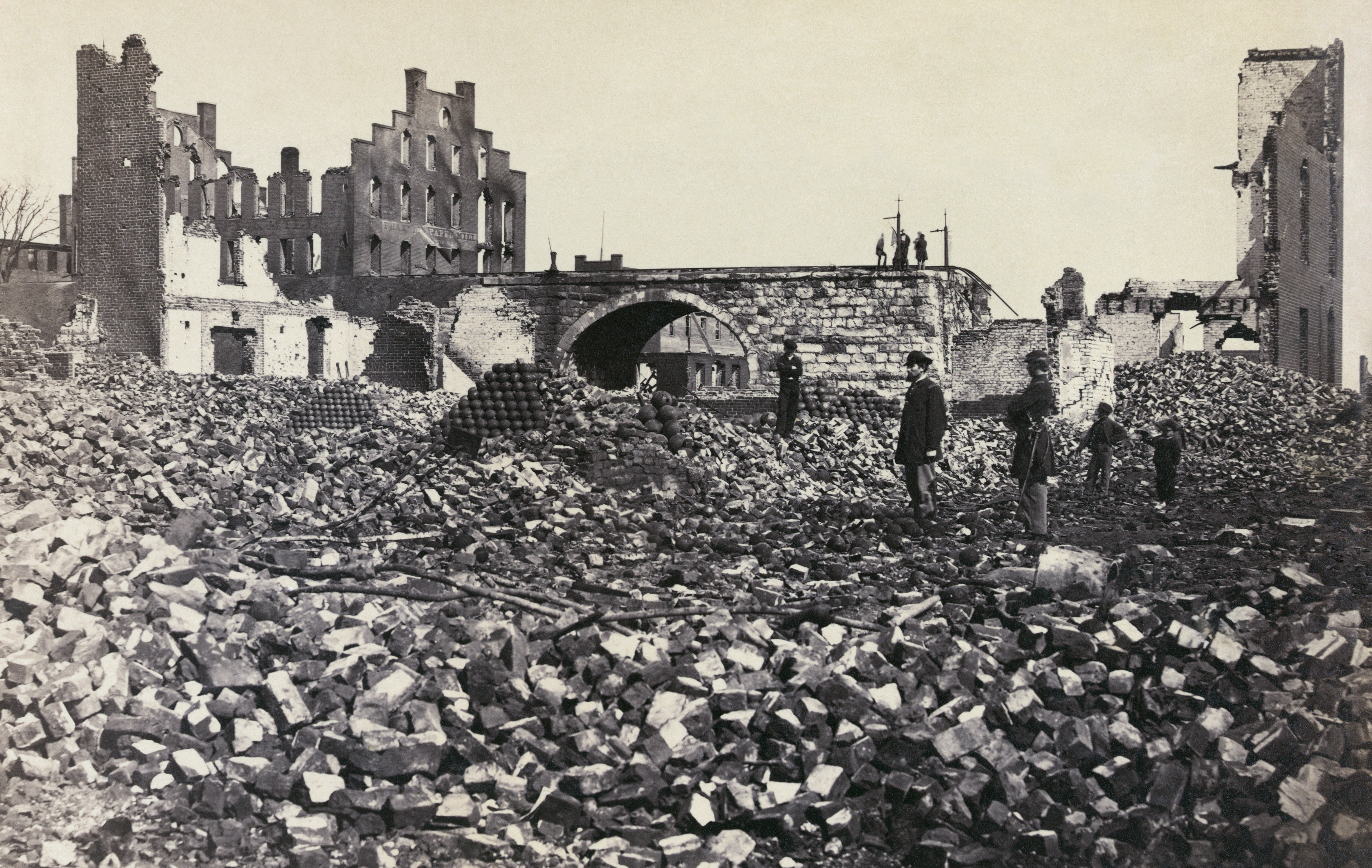
アメリカ合衆国南北戦争、南部の首都リッチモンド陥落(1865)

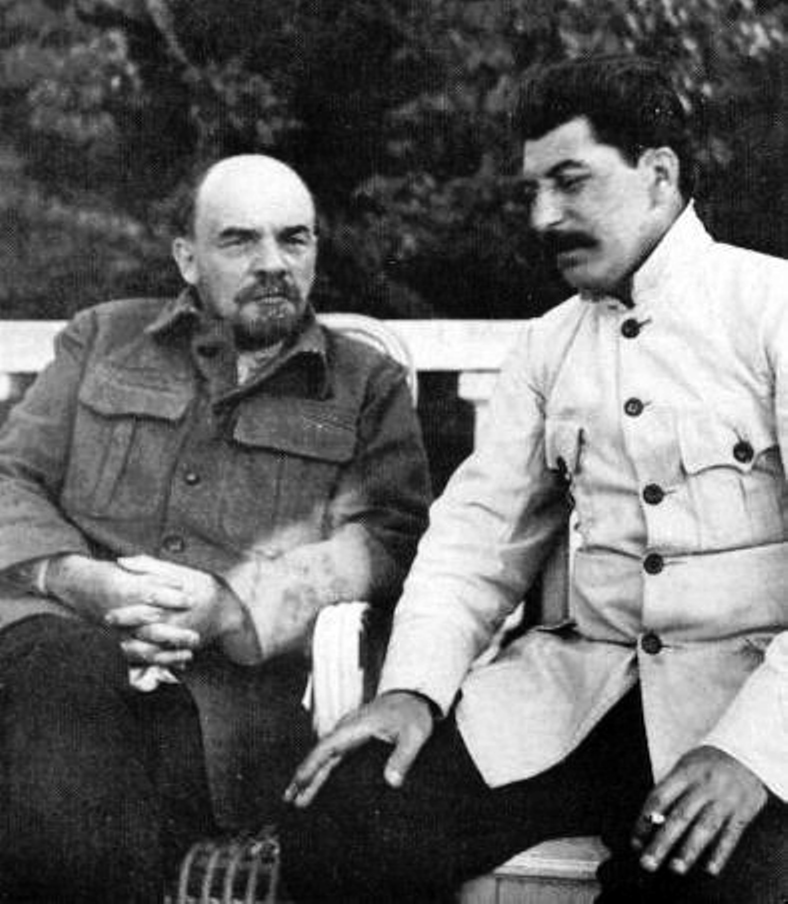
ウラジーミル・レーニン、ヨシフ・スターリンをソビエト連邦共産党書記長に任命(1922)。画像はレーニン（左）を見舞うスターリン

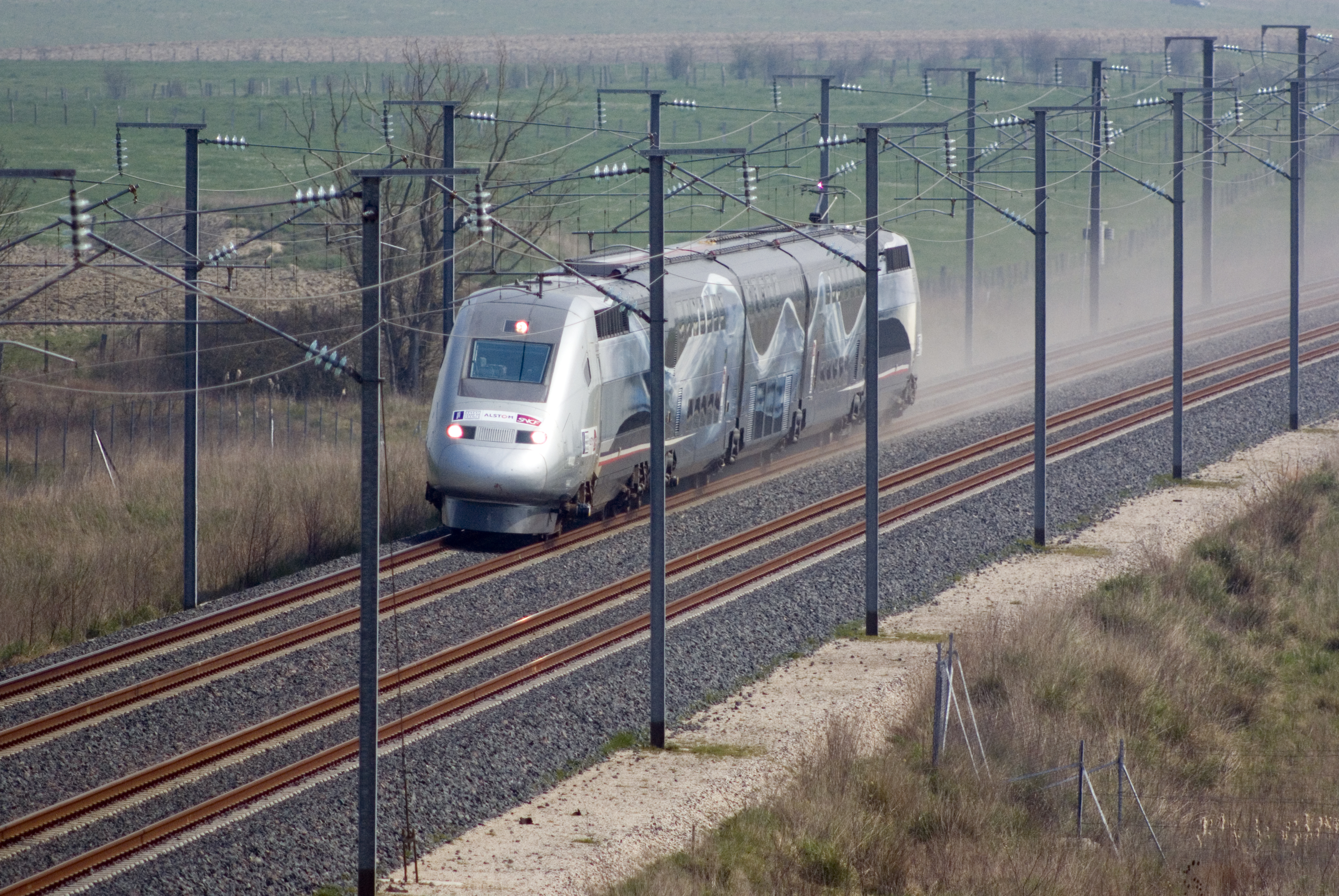
TGVが574.8km/hの世界新記録(2007)

- 1043年 - エドワード懺悔王がイングランド王として戴冠。
- 1367年 - ナヘラの戦い。
- 1582年（天正10年3月11日） - 天目山の戦い。武田勝頼が織田信長軍に敗れ、武田家が滅亡[1]。
- 1790年（寛政2年2月19日） - 長谷川宣以の建議により、江戸隅田川河口に無宿人の厚生施設・人足寄場を設置。
- 1860年（万延元年3月11日） - 孝明天皇が勅使を派遣し、神武天皇の御陵祭を行わしめる。以降、毎年4月3日が神武天皇祭の祭日となる。
- 1865年 - 南北戦争: アメリカ連合国（南軍）の首都リッチモンドが陥落。
- 1888年 - 志賀重昂が国粋主義団体・政教社の機関誌『日本人』を創刊。
- 1899年 - 横浜港を2月18日に出港した日本人790人が「佐倉丸」でペルー・アンコン港（カヤオ港）に上陸（「ペルー日本友好の日」）。
- 1899年 - 日本で最初に全土をカバーした地質図、100万分の1「大日本帝国地質図」が地質調査所から発行される。
- 1911年 - 東京の日本橋が石橋に改築され開通式[2]。
- 1914年 - 吉野二郎監督による日本初のカラー映画『義経千本桜 吉野山道中』が公開[3]。
- 1919年 - 山本実彦が雑誌『改造』を創刊。
- 1922年 - ソビエト連邦共産党書記長にヨシフ・スターリンが選出される。
- 1927年 - 漢口事件で日本人が迫害される。
- 1937年 - 満州国皇帝愛新覚羅溥儀の弟溥傑と嵯峨浩子が結婚[4][5]。
- 1948年 - アメリカでマーシャル・プランを実行するための1948年対外援助法が成立。3日後に経済協力局を設置。
- 1948年 - 済州島四・三事件。韓国政府を承認しない済州島民が蜂起。
- 1950年 - トヨタ自動車工業が販売部門を独立させトヨタ自動車販売を設立。
- 1950年 - 宗教法人法公布。
- 1950年 - 日本橋で都電と発煙硫酸などを満載したトラックが衝突。現場一帯に薬品が飛び散り、乗客や通行人81名がやけど、うち1名が死亡[6]。
- 1952年 - ラジオ東京で『リンゴ園の少女』が放送開始。美空ひばりの挿入歌「リンゴ追分」が大ヒット[7]。
- 1961年 - NHKで『みんなのうた』が放送開始。
- 1961年 - NHKで第1作目となる連続テレビ小説『娘と私』が放送開始[8]。
- 1966年 - 同年3月31日打ち上げられたソ連の月探査機ルナ10号が、月の周回軌道に投入され、世界初の地球の孫衛星（衛星の衛生）になる[9]。
- 1968年 - マーティン・ルーサー・キング・ジュニアが"I've Been to the Mountaintop"の演説を行う。
- 1971年 - NETテレビ（現在のテレビ朝日）で『仮面ライダーシリーズ』[注 1]第1作である『仮面ライダー』の放送開始[10]。
- 1979年 - 中華人民共和国が中ソ友好同盟相互援助条約の廃棄をソ連に通告。翌年4月失効。
- 1980年 - 冷泉家秘蔵の古文書等が初めて公開。（冷泉家時雨亭文庫）
- 1982年 - 石川県七尾市石崎町と同市能登島半浦町を結ぶため、七尾湾に架橋された能登島大橋が開通。
- 1985年 - 群馬県多野郡中里村（現在の神流町）で、日本初の恐竜の足跡が発見される[11]。
- 1991年 - 湾岸戦争: 国連案保理決議687が決議される。
- 1996年 - アメリカ空軍IFO-21便墜落事故が起こる。
- 1997年 - 山梨リニア実験線でのリニアモーターカー走行実験が開始。
- 2000年 - 北京大学が、北京大学医学院を再び吸収合併する。
- 2001年 - 静岡県中部地方でM5.1、最大震度5強の地震が発生。
- 2007年 - フランス国鉄のTGV POSを使用した特別編成による試験運行において、鉄輪式世界最速記録である574.8km/hを達成[12]。
- 2010年 - iPadの初代モデルがアメリカ合衆国で販売開始[13]。
- 2017年 - 2017年サンクトペテルブルク地下鉄爆破テロ事件: ロシア、サンクトペテルブルクの地下鉄で自爆テロ事件が発生。14人が死亡し、数十人が負傷した[14]。
- 2018年 - YouTube本社襲撃事件: アメリカカリフォルニア州北部サンブルーノのYouTubeの本社で発砲事件が発生。女性3人が銃で負傷し、容疑者は自殺した[15]。
- 2018年 - この年にロサンゼルス・エンゼルスに移籍した大谷翔平がMLB移籍後初ホームラン[16]。
- 2020年 - 数学の未解決難問「ABC予想」を証明したとする望月新一教授の論文が専門誌に掲載されると、京都大学が発表[17]。
- 2021年 - 奈良県斑鳩町の法隆寺で、聖徳太子の1400回忌法要が始まる。3日～5日まで[18]。
- 2024年 - 台湾東部・花蓮沖を震源とするM7超の花蓮地震が発生。花蓮などで13人が死亡、1133人以上が負傷、建物倒壊や落石などが発生した[19]。

## 誕生日

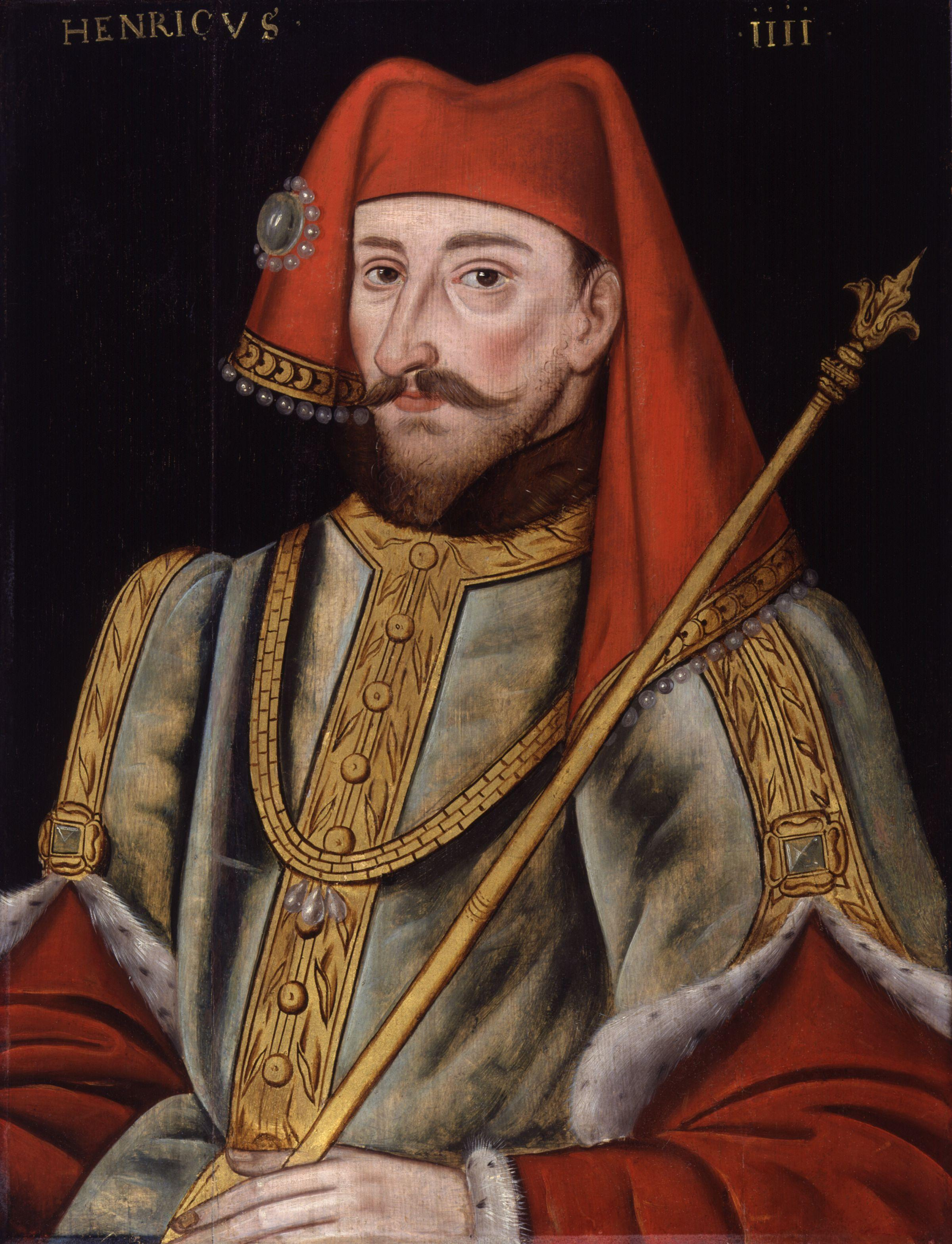
ランカスター朝を開いたイングランド王ヘンリー4世(1367-1413)誕生。

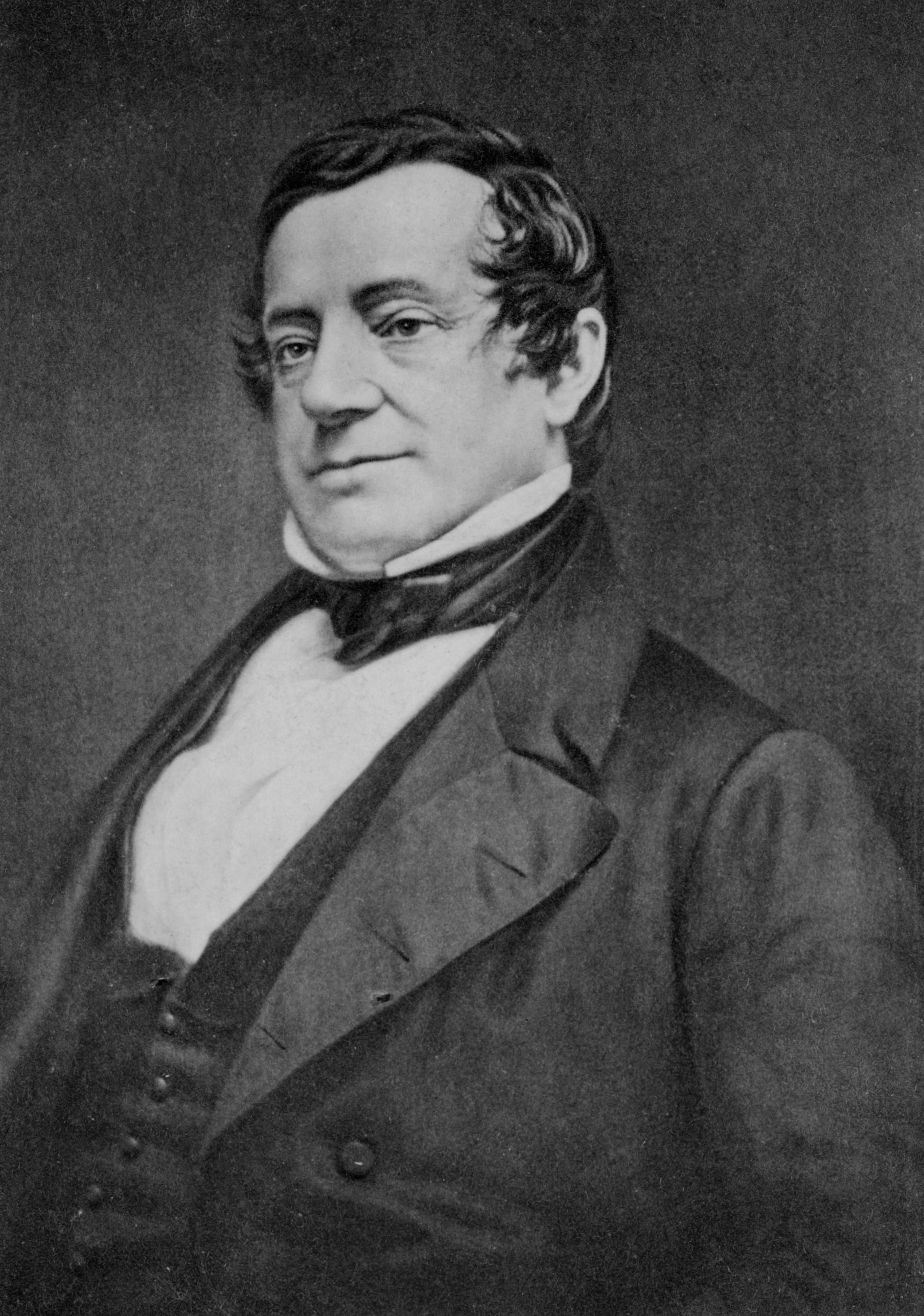
作家ワシントン・アーヴィング(1783-1859)誕生。代表作『スケッチ・ブック』(1920)

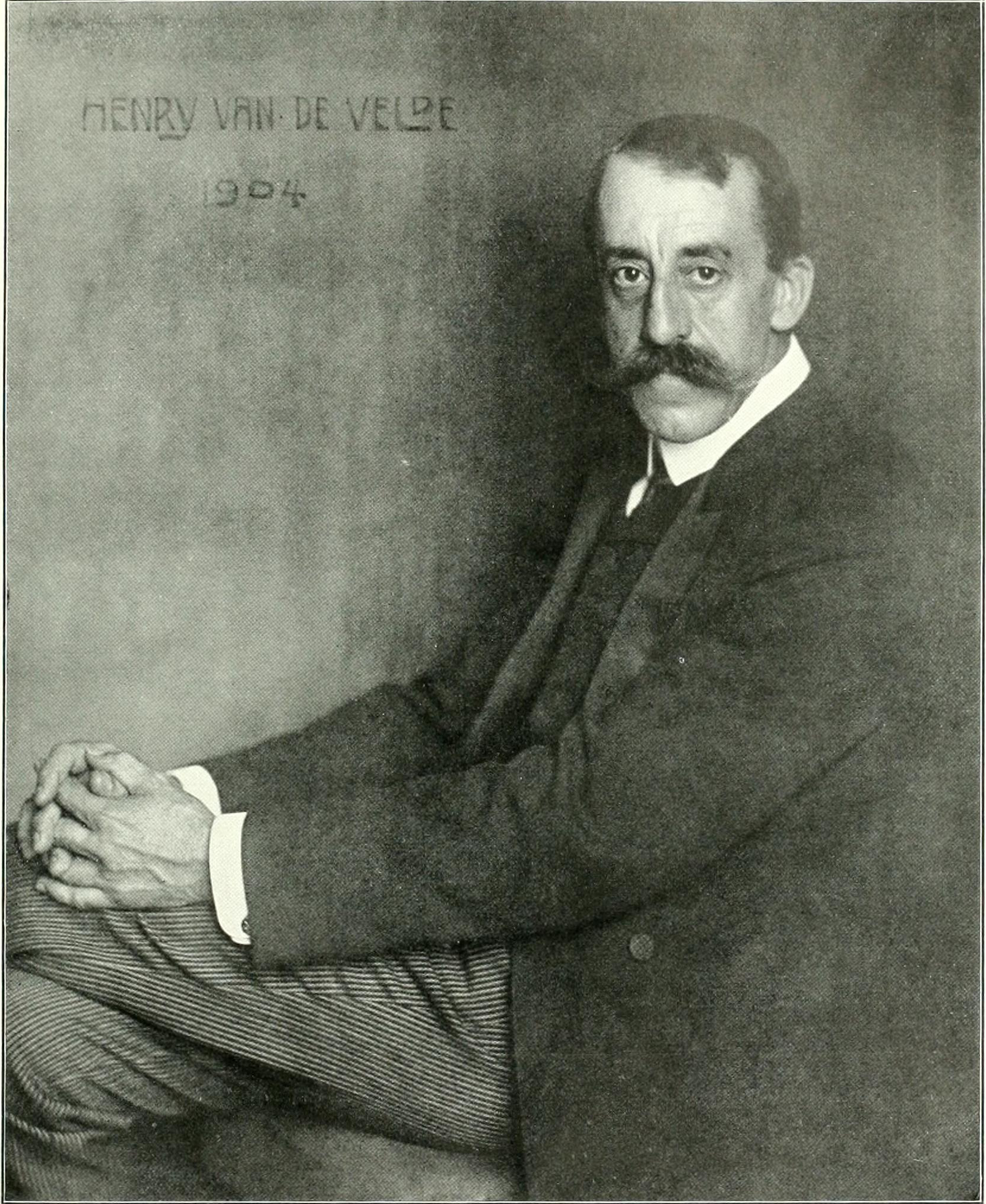
ベルギーのアール・ヌーヴォーの代表者の1人、建築家アンリ・ヴァン・デ・ヴェルデ(1863-1957)。誕生。

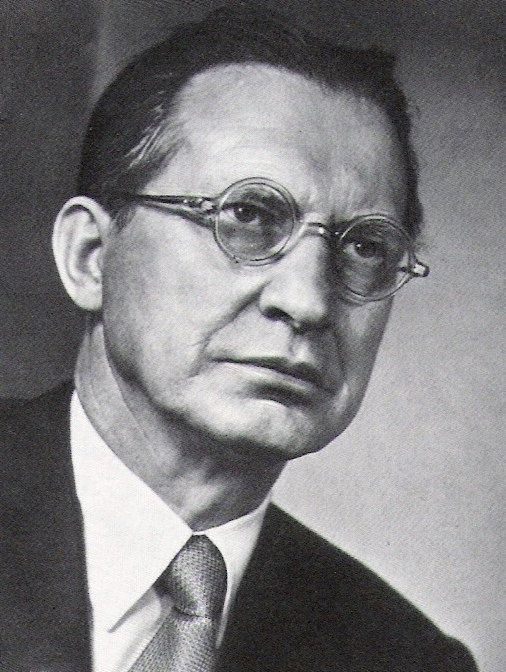
戦後イタリアの首相を8年間務めたアルチーデ・デ・ガスペリ(1881-1954)誕生。

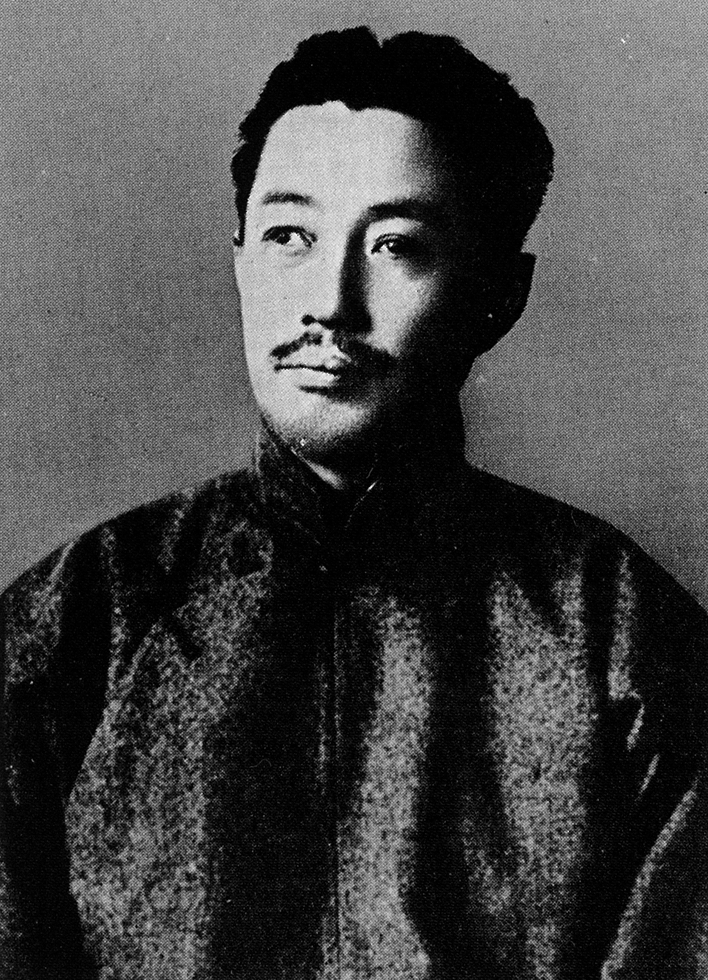
戦前の国家社会主義者、北一輝(1883-1937)誕生。

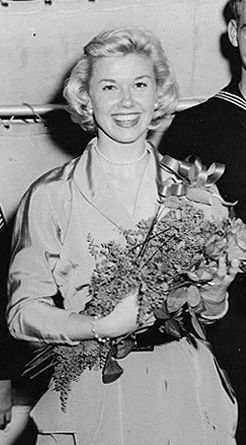
女優ドリス・デイ(1922-2019)誕生。

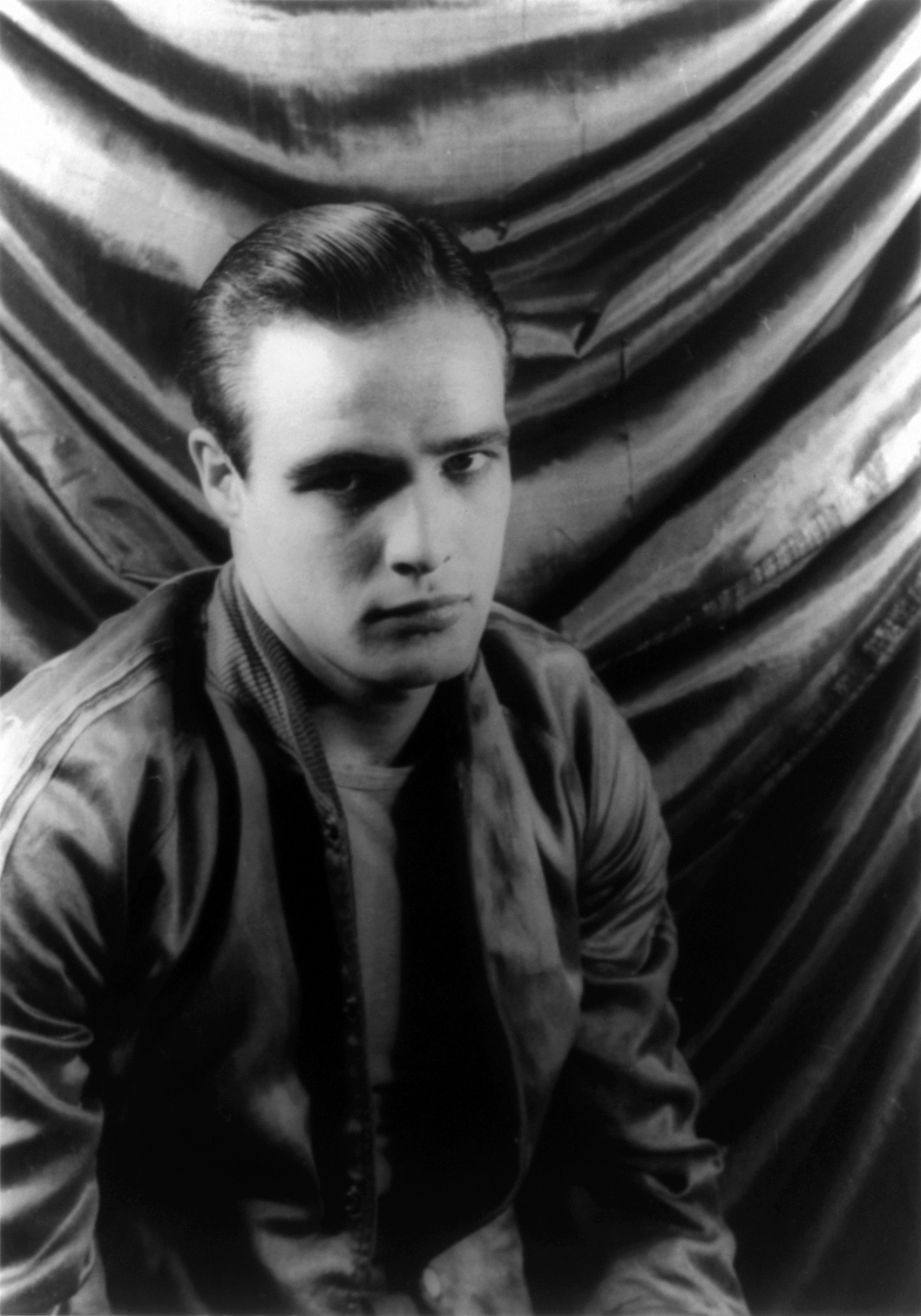
俳優マーロン・ブランド(1924-2004)誕生。

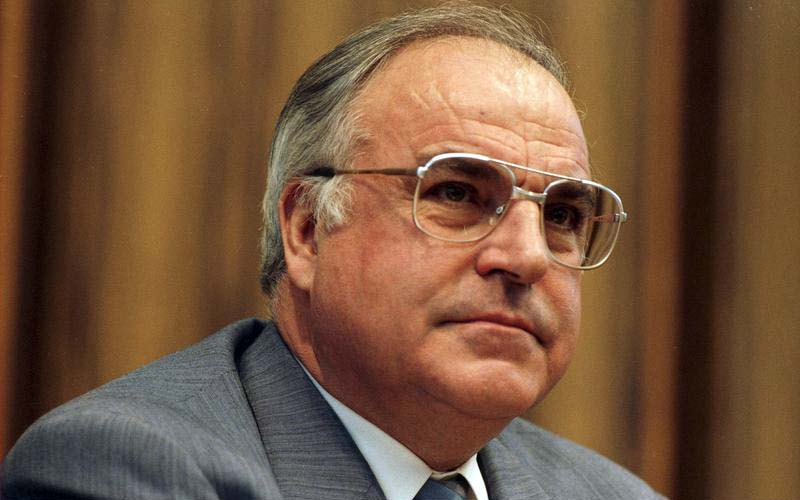
東西ドイツの再統一を成し遂げた連邦共和国首相ヘルムート・コール(1930-2017)誕生。

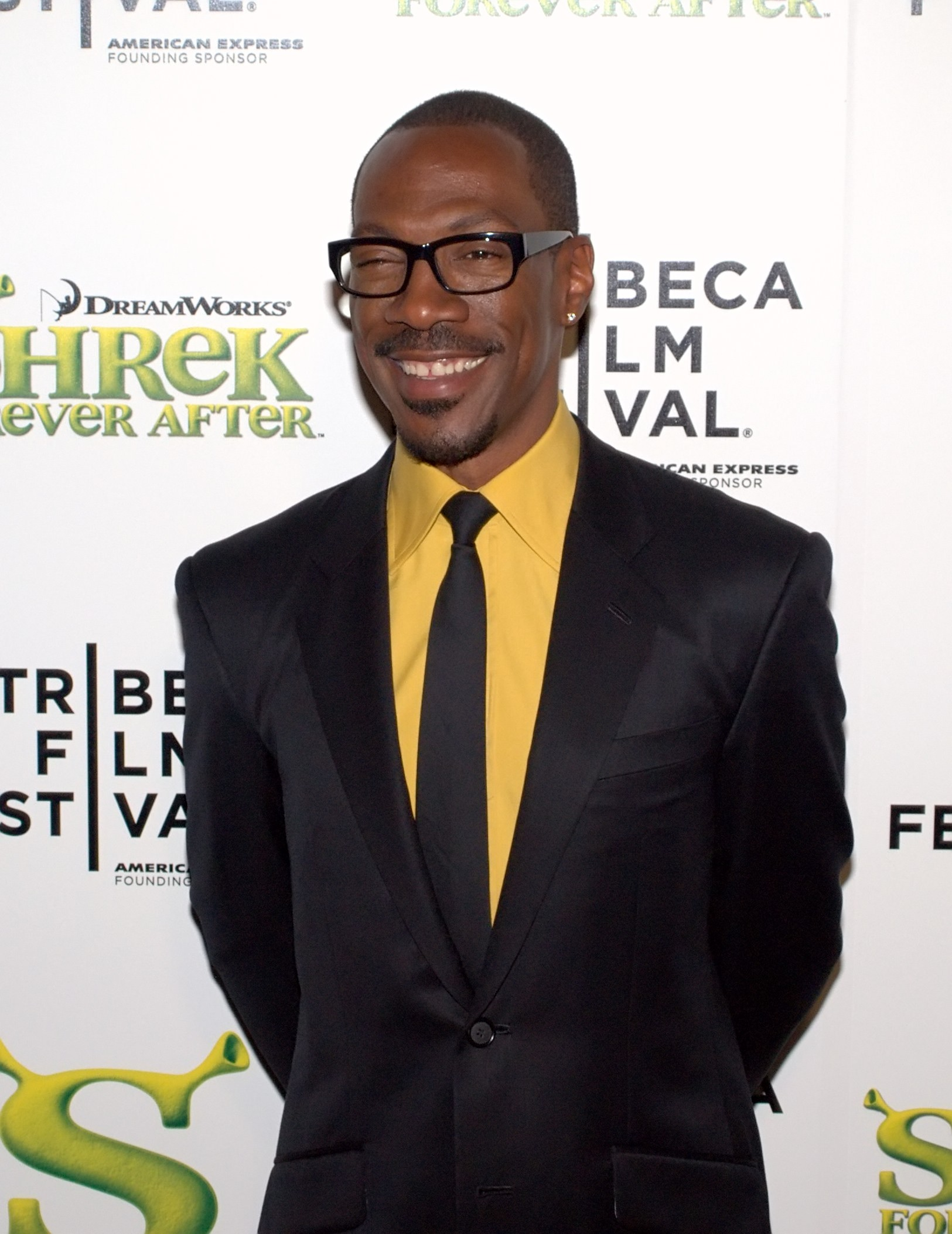
コメディアン、エディー・マーフィー(1961-)誕生。

### 人物
- 1367年 - ヘンリー4世、イングランド国王（+ 1413年）
- 1593年 - ジョージ・ハーバート、詩人（+ 1633年）
- 1726年（享保11年3月2日） - 三浦明次、勝山藩主（+ 1798年）
- 1766年（明和3年2月24日） - 吉川経忠、岩国領8代領主（+ 1803年）
- 1783年 - ワシントン・アーヴィング、小説家（+ 1859年）
- 1795年（寛政7年2月14日） - 松平直温、川越藩主（+ 1816年）
- 1797年 - バルテルミー・シャルル・ジョゼフ・デュモルティエ、政治家、植物学者（+ 1878年）
- 1807年（文化4年2月26日） - 植村家貴、高取藩主（+ 1853年）
- 1836年（天保7年2月18日） - 丹羽氏中、三草藩主（+ 1884年）
- 1841年 - ヘルマン・カール・フォーゲル、天文学者（+ 1907年）
- 1856年 - ガイ・ヘッカー、プロ野球選手（+ 1938年）
- 1863年 - アンリ・ヴァン・デ・ヴェルデ、建築家（+ 1957年）
- 1878年 - 平出修、歌人、小説家、弁護士（+ 1914年）
- 1879年 - 長塚節、歌人、小説家（+ 1915年）
- 1879年 - 物集高量、国文学者（+ 1985年）
- 1880年 - オットー・ヴァイニンガー、哲学者（+ 1903年）
- 1881年 - 児島虎次郎、洋画家（+ 1929年）
- 1881年 - アルチーデ・デ・ガスペリ、政治家、イタリア首相（+ 1954年）
- 1883年 - 北一輝、思想家（+ 1937年）
- 1883年 - 柳家小せん（初代）、落語家（+ 1919年）
- 1884年 - 安藤利吉、陸軍軍人（+ 1946年）
- 1887年 - 鳳谷五郎、大相撲第24代横綱（+ 1956年）
- 1889年 - グリゴラシュ・ディニク、作曲家、ヴァイオリニスト（+ 1949年）
- 1890年 - 樋貝詮三、政治家（+ 1953年）
- 1893年 - レスリー・ハワード、俳優（+ 1943年）
- 1895年 - マリオ・カステルヌオーヴォ＝テデスコ、作曲家（+ 1968年）
- 1898年 - 山川秀峰、日本画家（+ 1944年）
- 1899年 - 関根正二、洋画家（+ 1919年）
- 1903年 - ヨアヒム・リッター、哲学者（+ 1974年）
- 1903年 - 古池信三、政治家（+ 1983年）
- 1903年 - リリー・クラウス、ピアニスト（+ 1986年）
- 1906年 - 飯塚浩二、地理学者（+ 1970年）
- 1907年 - 下田武三、外交官、最高裁判所裁判官、プロ野球コミッショナー（+ 1995年）
- 1907年 - 三浦秀文、新聞変種者、実業家、元中日新聞社代表取締役社長、共同通信社理事会長（+ 1985年）
- 1907年 - 四条隆徳、華族、獣医師（+ 1977年）
- 1907年 - アイザック・ドイッチャー、マルクス主義思想家、ソ連研究者（+ 1967年）
- 1908年 - 杉浦茂、漫画家（+ 2000年）
- 1909年 - スタニスワフ・ウラム、数学者（+ 1984年）
- 1909年 - 佐々木義武、政治家（+ 1986年）
- 1913年 - 金田一春彦、国語学者（+ 2004年）
- 1915年 - 近衛文隆、陸軍軍人（+ 1956年）
- 1917年 - 菊川章陽、書家（+ 2011年）
- 1918年 - シクステン・エールリンク、指揮者（+ 2005年）
- 1920年 - 吉葉山潤之輔、大相撲第43代横綱、年寄8代宮城野（+ 1977年）
- 1922年 - 林安夫、プロ野球選手（+ 1943年）
- 1922年 - ドリス・デイ、歌手、女優（+ 2019年）
- 1924年 - マーロン・ブランド、俳優（+ 2004年）
- 1925年 - 松山善三、脚本家、映画監督（+ 2016年）
- 1926年 - 加藤寛、経済学者（+ 2013年）
- 1926年 - 端田泰三、実業家、銀行家、富士銀行（現みずほ銀行）元頭取（+ 2008年）
- 1926年 - ガス・グリソム、パイロット、宇宙飛行士（+ 1967年）
- 1927年 - ジークフリート・パルム、チェリスト（+ 2005年）
- 1928年 - 4代目茂山忠三郎、能楽師（能楽狂言方大蔵流）（+ 2011年）
- 1929年 - 山内雅人、俳優、声優（+ 2003年）
- 1929年 - 前田武彦、放送構成作家、タレント（+ 2011年）
- 1930年 - ヘルムート・コール、ドイツ連邦首相（+ 2017年）
- 1932年 - 有馬稲子、女優
- 1933年 - 木織武美、元プロ野球選手
- 1933年 - 野呂圭介、俳優
- 1934年 - 橘家圓蔵 (8代目)、落語家（+ 2015年）
- 1934年 - ジェーン・グドール、動物行動学者、人類学者
- 1934年 - 国頭光仁、元プロ野球選手
- 1934年 - 小畑正治、元プロ野球選手（+ 2025年）
- 1934年 - 深沢建彦、元プロ野球選手
- 1935年 - 芳村真理、タレント
- 1935年 - 秋山和平、アナウンサー
- 1936年 - スコット・ラファロ、ベーシスト（+ 1961年）
- 1937年 - 安藤治久、元プロ野球選手
- 1938年 - 亀井三郎、声優（+ 2013年）
- 1939年 - いわむらかずお、絵本作家（+ 2024年）
- 1940年 - 本橋成一、写真家、映画監督
- 1940年 - 真鍋武紀、政治家、農林水産官僚、元香川県知事
- 1940年 - 大石清、元プロ野球選手（+ 2023年）
- 1940年 - 和田義彦、画家（+ 2016年）
- 1942年 - 林家今丸、落語家
- 1942年 - 宮本洋二郎、元プロ野球選手
- 1942年 - マーシャ・メイソン、女優
- 1942年 - 鴨武彦、国際政治学者（+ 1996年）
- 1942年 - 土谷和夫、元陸上競技選手（+ 没年不詳）
- 1943年 - リチャード・マニュエル、ミュージシャン（ザ・バンド）（+ 1986年）
- 1943年 - 大宮健資、プロ野球選手
- 1944年 - 三浦惺、実業家、第6代日本電信電話 (NTT) 社長
- 1944年 - タイガー・ジェット・シン、プロレスラー
- 1945年 - カトリーヌ・スパーク、女優（+ 2022年）
- 1947年 - いけうち誠一、漫画家
- 1948年 - 玉国光男、高校野球指導者
- 1948年 - ハンス＝ゲオルク・シュヴァルツェンベック、サッカー選手
- 1948年 - カルロス・サリナス・デ・ゴルタリ、政治家、メキシコ大統領
- 1948年 - ギャリック・オールソン、ピアニスト
- 1948年 - ボリス・ベルマン、ピアニスト
- 1949年 - リチャード・トンプソン、ミュージシャン
- 1949年 - 早川実、元プロ野球選手
- 1949年 - 滝本康正、元プロ野球選手
- 1950年 - 森田正光、気象予報士
- 1950年 - 青葉山弘年、大相撲力士、年寄9代浅香山（+ 1997年）
- 1950年 - 大谷直子、女優
- 1950年 - 高橋昌幸、政治家
- 1951年 - 桝屋敬悟、政治家
- 1952年 - ボナ植木、マジシャン
- 1952年 - 三山節子、漫画家
- 1952年 - 岩本恭生、タレント
- 1952年 - 中島らも、小説家（+ 2004年）
- 1953年 - 仁科亜季子、女優
- 1953年 - 若乃花幹士、大相撲第56代横綱、年寄18代間垣（+ 2022年）
- 1953年 - ジェームス・スミス、プロボクサー
- 1954年 - 平井一三、政治家、筑紫野市長
- 1954年 - たらさわみち、漫画家
- 1954年 - 田野倉利男、元プロ野球選手
- 1954年 - 河村秀則、元プロ野球選手
- 1957年 - 大黒坊弁慶、プロレスラー、元大相撲力士
- 1958年 - アレック・ボールドウィン、俳優
- 1959年 - 霧島一博、元大相撲力士、年寄9代陸奥
- 1959年 - 米村理、元プロ野球選手
- 1959年 - 氏神一番、ミュージシャン（カブキロックス）
- 1960年 - 刈屋富士雄、アナウンサー
- 1960年 - 山﨑秀鷗、書家
- 1961年 - エディ・マーフィ、コメディアン、俳優
- 1961年 - 小沢誠、元プロ野球選手
- 1961年 - ブラボー中谷、マジシャン
- 1961年 - 森秀樹、漫画家
- 1961年 - アンジェロ・ダリーゴ、飛行家、冒険家（+ 2006年）
- 1962年 - 千住真理子、ヴァイオリニスト
- 1962年 - 渡辺実、俳優、スーツアクター
- 1962年 - 刀根剛、元プロ野球選手
- 1963年 - 棚橋祐司、元野球選手
- 1963年 - 関戸剛、ゲーム音楽作曲家
- 1964年 - 南出仁、元プロ野球選手
- 1964年 - マルコ・バロッタ、元サッカー選手
- 1964年 - 富岡由紀夫、政治家
- 1965年 - 大榎克己、元サッカー選手
- 1965年 - 篠原英明、実業家、シノケン創業者
- 1966年 - 冨永みーな、声優
- 1967年 - 井料瑠美、女優
- 1967年 - 坂本サトル、ミュージシャン
- 1967年 - 横山裕一、漫画家、美術家、イラストレーター
- 1968年 - 金本知憲、元プロ野球選手、監督
- 1968年 - 宮地大介、芸人、俳優
- 1968年 - 林美都子、防衛官僚
- 1968年 - セバスチャン・バック、ミュージシャン（スキッド・ロウ）
- 1968年 - スティーブ・ソレイシィ、英語講師
- 1969年 - 田辺誠一、俳優
- 1969年 - ケンキ、お笑いタレント（元どーよ）
- 1969年 - クハラカズユキ、ミュージシャン（元THEE MICHELLE GUN ELEPHANT、The Birthday）
- 1969年 - 鴨居まさね、漫画家
- 1969年 - クロティルド・クロー、女優、ヴェネツィア＝ピエモンテ公妃
- 1969年 - ベン・メンデルソーン、俳優
- 1969年 - NARASAKI、ミュージシャン
- 1970年 - 藤吉信次、元サッカー選手、指導者
- 1971年 - 黒沢薫、ミュージシャン（ゴスペラーズ）
- 1971年 - 鹿野浩司、元プロ野球選手
- 1972年 - 佐野公彦、スカッシュ選手
- 1972年 - 東根作寿英、俳優
- 1972年 - ジェニー・ガース、女優
- 1972年 - 吉井英昭、元プロ野球選手
- 1973年 - 大泉洋、俳優、タレント（TEAM NACS）
- 1973年 - 成田良美、脚本家
- 1973年 - 瀬能あづさ、タレント
- 1973年 - 大野倫、元プロ野球選手
- 1973年 - 松田和哉、元プロ野球選手
- 1975年 - 上原浩治、元プロ野球選手
- 1975年 - 高橋由伸、元プロ野球選手、監督
- 1975年 - 大村朋宏、お笑いタレント（トータルテンボス）
- 1975年 - 小林千穂、ラジオパーソナリティ
- 1975年 - 広田庄司、元プロ野球選手
- 1976年 - 佐藤哲夫、お笑いタレント（パンクブーブー）
- 1976年 - タカ、お笑いタレント（タカアンドトシ）
- 1977年 - 諸岡なみ子、タレント
- 1978年 - トミー・ハース、テニス選手
- 1978年 - 池田浩二、競艇選手
- 1979年 - おお江健次、お笑い芸人（こりゃめでてーな）
- 1979年 - 川口幸範、漫画家
- 1979年 - 渡辺正人、元プロ野球選手
- 1979年 - 藤野羽衣子、女優、歌手
- 1979年 - 山本浩司、野球選手
- 1980年 - 山口たかし、お笑い芸人（EE男）
- 1980年 - 塚田テツヲ、ミュージシャン（せきずい、GUN-GRU-OWN）
- 1980年 - 牛剣鋒、卓球選手
- 1980年 - HIDE、歌手、歯科医師（GRe4N BOYZ）
- 1981年 - デショーン・スティーブンソン、バスケットボール選手
- 1982年 - 仲根かすみ、元タレント
- 1982年 - 堀啓、格闘家
- 1982年 - コビー・スマルダーズ、女優
- 1982年 - 松田一沙、女優
- 1983年 - ベン・フォスター、サッカー選手
- 1983年 - イドラ・ヘーゲル、フィギュアスケート選手
- 1984年 - 石橋脩、騎手
- 1984年 - 藤本淳史、お笑いタレント（元田畑藤本）
- 1985年 - 加藤有加利、歌手（RYTHEM）
- 1985年 - 北風沙織、短距離陸上選手
- 1985年 - 銘苅淳、ハンドボール選手
- 1985年 - レオナ・ルイス、歌手
- 1985年 - ルイス・マルティネス、プロ野球選手
- 1987年 - 位田愛、元バレーボール選手
- 1987年 - ジェイ・ブルース、元プロ野球選手
- 1987年 - フリアン・シモン、オートバイレーサー
- 1987年 - ジェイソン・キプニス、プロ野球選手
- 1988年 - 澤村拓一、プロ野球選手
- 1988年 - ティム・クルル、サッカー選手
- 1988年 - 斉藤アリス、ファッションモデル
- 1989年 - 吉田恵智華、女優
- 1990年 - 町井祥真、俳優
- 1990年 - 高梨麻衣、タレント
- 1990年 - 大崎佑圭、元バスケットボール選手
- 1990年 - ソティリス・ニニス、サッカー選手
- 1990年 - カリム・アンサリファルド、サッカー選手
- 1991年 - 前田公輝、俳優
- 1991年 - 佐藤さくら、グラビアアイドル
- 1991年 - ジョナサン・ゲレイロ、フィギュアスケート選手
- 1991年 - ショーン・ヒンクリー、バスケットボール選手
- 1992年 - 大場美奈、女優（元SKE48）
- 1992年 - 佐野岳、俳優
- 1992年 - 山田菜々、元アイドル（元NMB48、元SI☆NA）
- 1992年 - 百合沙、女優
- 1993年 - 武田翔太、プロ野球選手
- 1994年 - 海老原優香、フジテレビアナウンサー
- 1995年 - 武藤千春、実業家、ボーカル、パフォーマー（元Flower、元E-girls）
- 1995年 - 岸里亮佑、元プロ野球選手
- 1995年 - 岩田陽葵、女優、声優
- 1995年 - 宮本丈、プロ野球選手
- 1995年 - 宮澤佑、俳優
- 1997年 - 福地カミオ、漫画家
- 1997年 - ガブリエル・ジェズス、サッカー選手
- 1998年 - 立野和明、元プロ野球選手
- 1998年 - かっつー、YouTuber
- 1999年 - 浅川梨奈[20]、アイドル（元SUPER☆GiRLS）
- 1999年 - 髙橋海人、アイドル、俳優（King & Prince）
- 2001年 - 新谷真由、アイドル（パラディーク、元Pimm's）
- 2001年 - 下尾みう、アイドル（AKB48）
- 2001年 - 村尾莉采、日本海テレビアナウンサー
- 2003年 - 町田隼乙、プロ野球選手
- 2004年 - 坂倉花、声優（Liella!）
- 2007年 - 小花真彩、アイドル（Andoll）
- 生年不詳 - 小柳良寛、声優
- 生年不詳 - 斉藤美菜子、声優
- 生年不詳 - 佐々健太、声優
- 生年不詳 - 深町未紗、声優
- 生年不詳 - 元吉有希子[21]、声優
- 生年不詳 - 竹田佳央里、声優
- 生年不詳 - 藤原規代、漫画家
- 生年不詳 - みやもと留美、漫画家、元アニメーター
- 生年不詳 - 悠宇樹、漫画家
- 生年不詳 - 結城さわな、漫画家

### 人物以外（動物など）
- 1972年 - グランディ、競走馬（+ 1992年）
- 1983年 - アサヒエンペラー、競走馬（+ 2018年）
- 1984年 - ホクトヘリオス、競走馬（+ 1998年）
- 1986年 - サクラホクトオー、競走馬（+ 2000年）
- 1987年 - メジロマックイーン、競走馬（+ 2006年）
- 1989年 - エイシンテネシー、競走馬（+ 2008年）
- 1994年 - ランフォザドリーム、競走馬
- 2002年 - アウスレーゼ、競走馬（+ 2015年）
- 2004年 - ヴィクトリー、競走馬（+ 2017年）
- 2011年 - オジュウチョウサン、競走馬
- 2015年 - ラッキーライラック、競走馬
- 2020年 - サトノグランツ、競走馬

## 忌日

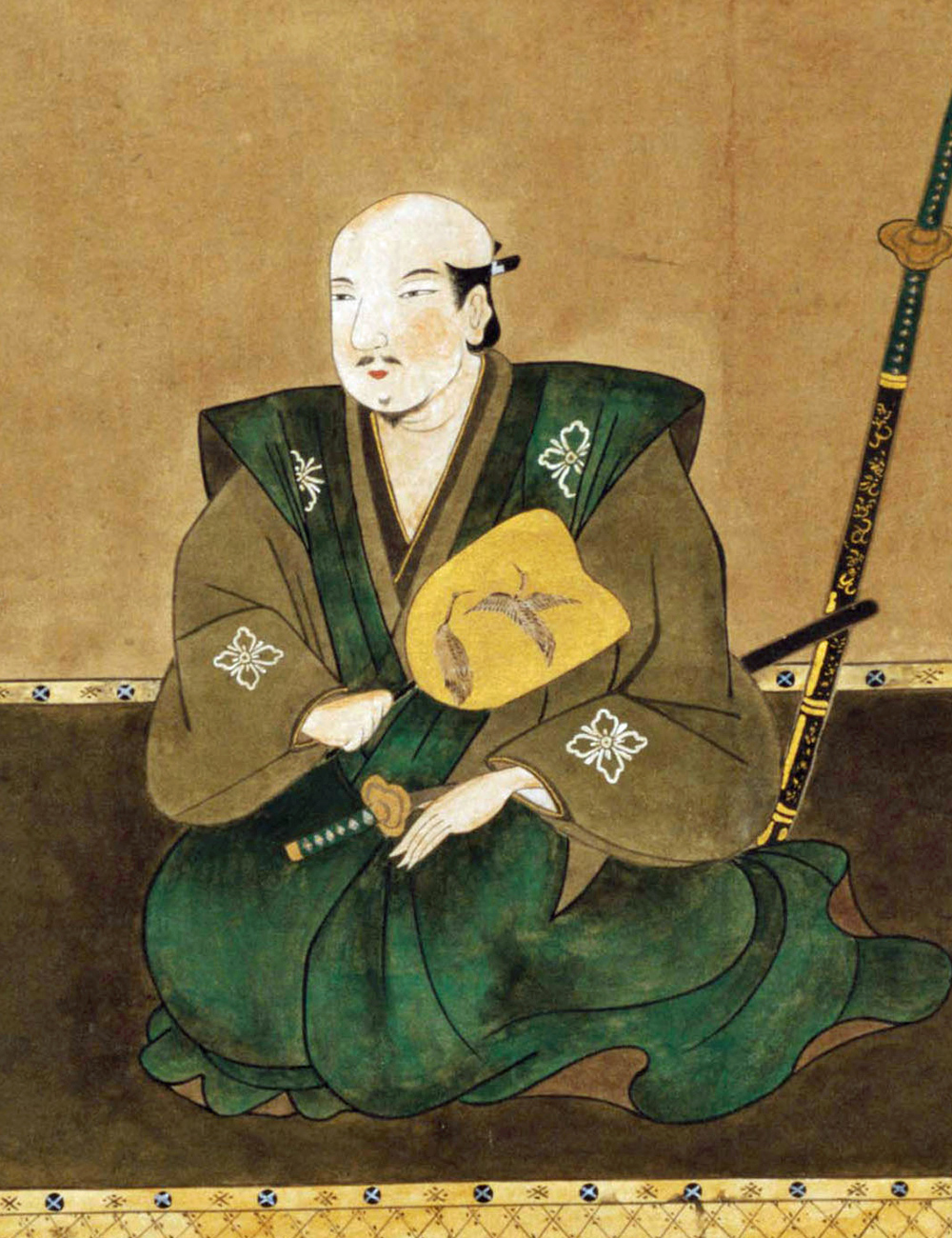
武田勝頼(1546-1582)、天目山の戦いにて戦死。甲斐武田氏滅亡。

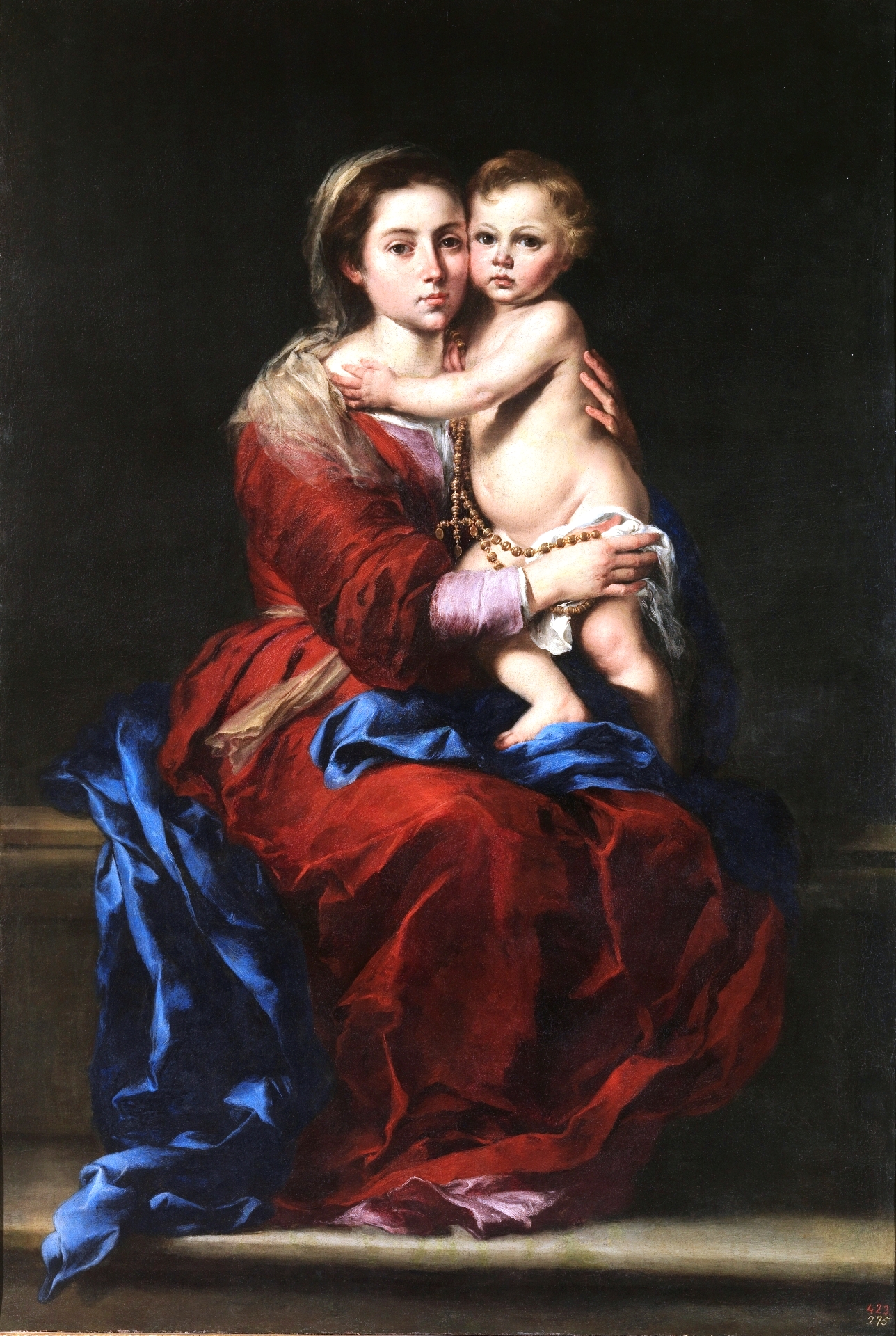
バロックの画家バルトロメ・エステバン・ムリーリョ(1617-1682)没。画像は『ロザリオの聖母』(1650-1655)

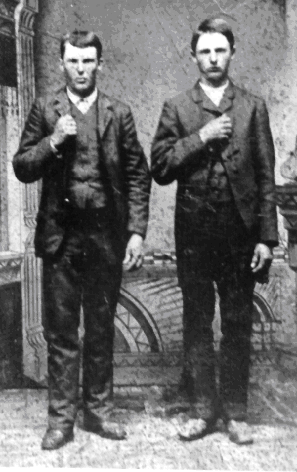
アメリカ西部開拓時代の無法者ジェシー・ジェイムズ左; 1847-1882)、1万ドルの賞金をかけられ射殺される。

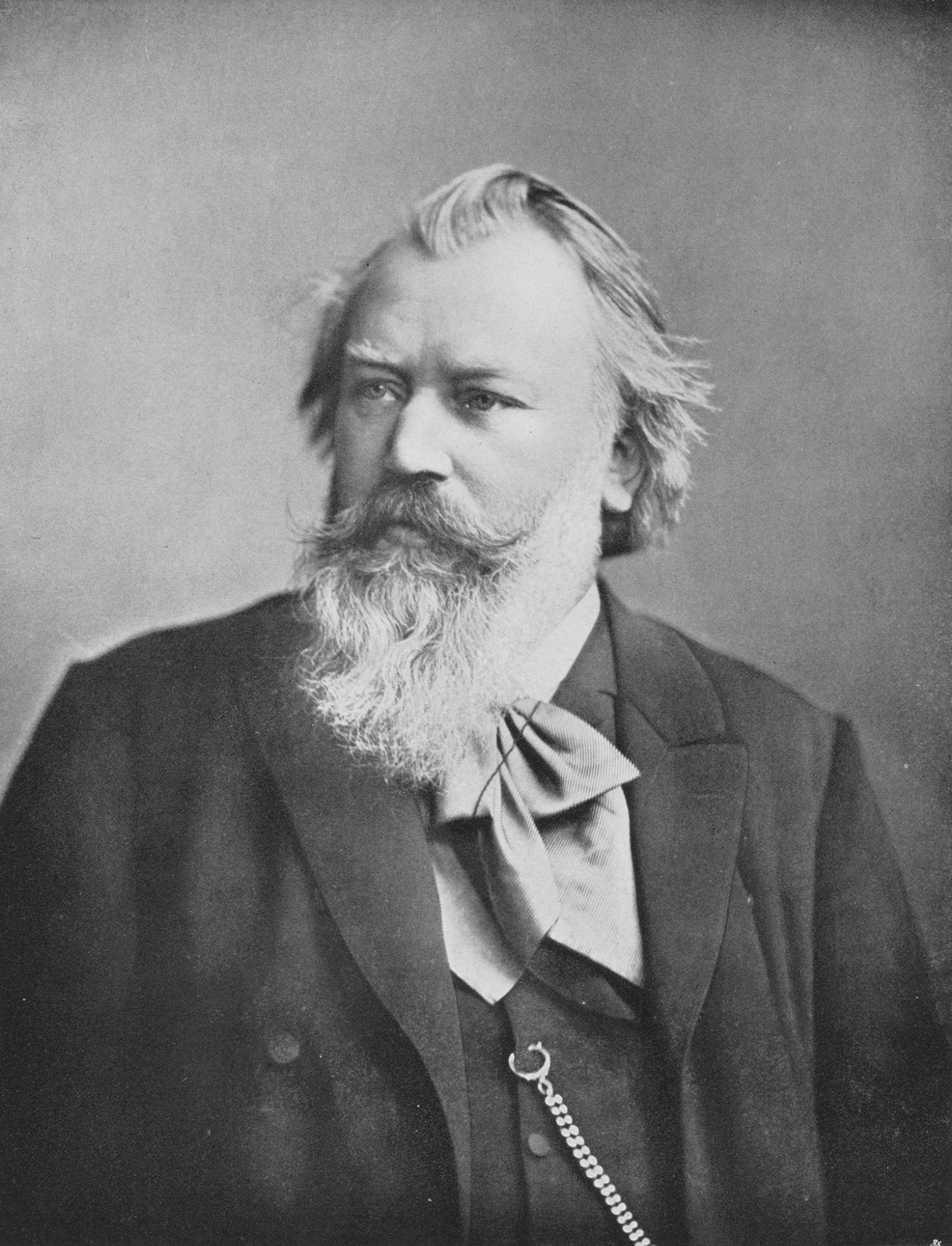
作曲家ヨハネス・ブラームス(1833-1897)没。交響曲第1番は、ベートーヴェン第10番とも評価された。

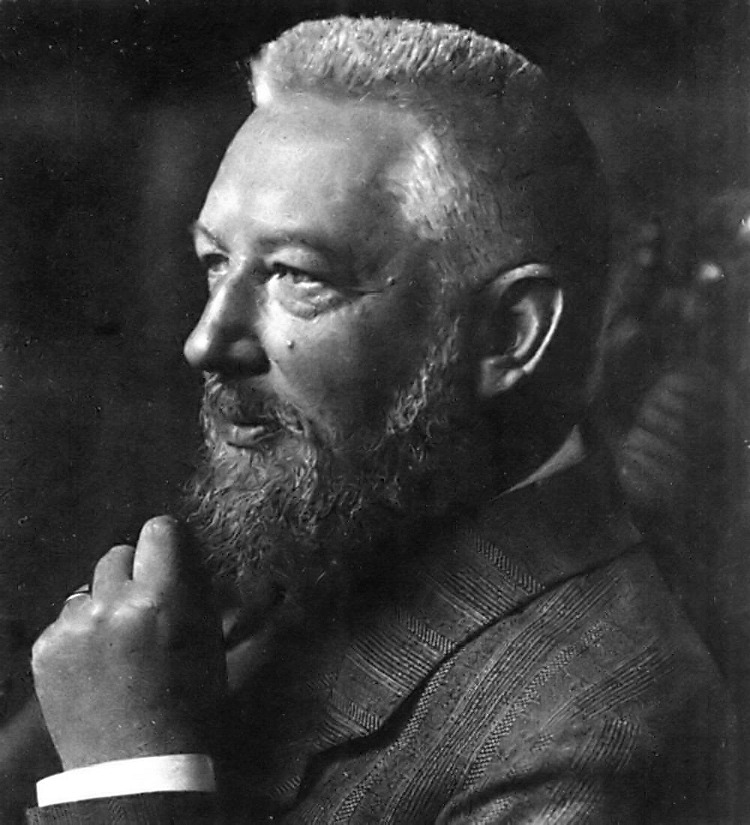
平衡・反応論を研究した化学者ヴィルヘルム・オストヴァルト(1853-1932)没。

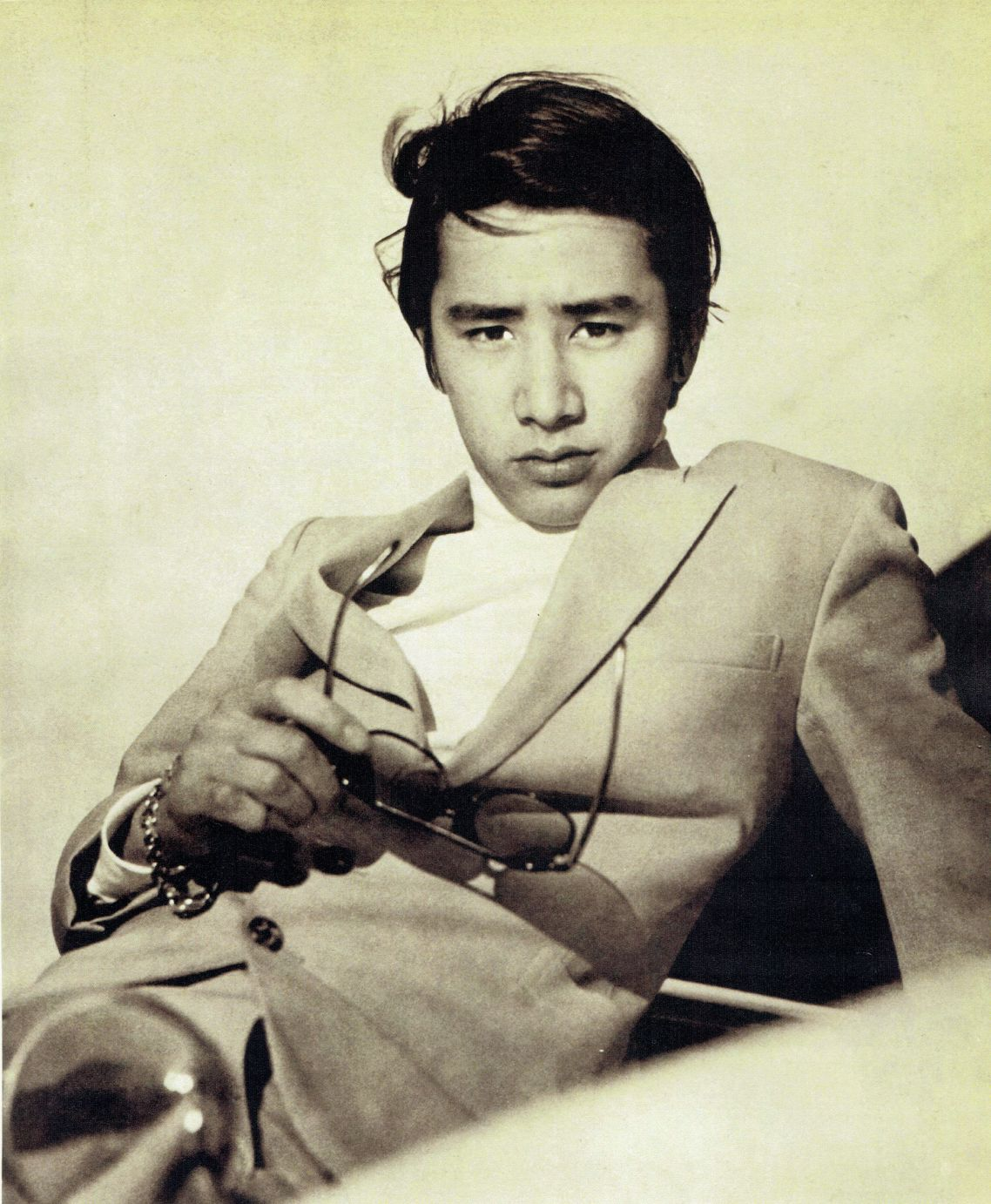
俳優田村正和(1943-2021)没。画像は、国際情報社『映画情報』第31巻第11号（1966年）のもの。

### 人物
- 687年 - ムフタール・アッ＝サカフィー、反ウマイヤ朝の反乱指導者（* 622年）
- 700年（文武天皇4年3月10日） - 道昭、法相宗の僧（* 629年）
- 1350年 - ウード4世、ブルゴーニュ公（* 1295年）
- 1549年（天文18年3月6日） - 松平広忠、三河国の戦国大名、徳川家康の父（* 1526年）
- 1582年（天正10年3月11日） - 武田勝頼、甲斐国の戦国大名、武田信玄の子（* 1546年）
- 1582年（天正10年3月11日） - 跡部勝資、戦国武将（* 1547年）
- 1582年（天正10年3月11日） - 武田信勝、戦国武将（* 1567年）
- 1663年（寛文3年2月25日） - 小幡景憲、兵学者（* 1572年）
- 1682年 - バルトロメ・エステバン・ムリーリョ、画家（* 1617年）
- 1778年 - フランチェスコ・コルセリ（イタリア語版）、作曲家（* 1705年）
- 1827年 - エルンスト・クラドニ、物理学者（* 1756年）
- 1849年 - ユリウシュ・スウォヴァツキ、詩人、劇作家（* 1809年）
- 1850年 - ヤン・ヴァーツラフ・トマーシェク、作曲家、音楽教師（* 1774年）
- 1858年 - ジギスムント・フォン・ノイコム、作曲家、ピアニスト（* 1778年）
- 1862年 - ジェイムズ・クラーク・ロス、海軍軍人、探検家（* 1800年）
- 1868年 - フランツ・アドルフ・ベルワルド、バイオリニスト、作曲家（* 1796年）
- 1882年 - ジェシー・ジェイムズ、西部開拓時代のガンマン、アウトロー（* 1847年）
- 1897年 - ヨハネス・ブラームス、作曲家（* 1833年）
- 1912年 - カルブレイス・ロジャース、パイロット（* 1879年）
- 1932年 - ヴィルヘルム・オストヴァルト、化学者（* 1853年）
- 1934年 - 高倉徳太郎、日本基督教会の神学者、牧師（* 1885年）
- 1940年 - 藤沢幾之輔、政治家、弁護士、第4代商工大臣（* 1859年）
- 1941年 - 鹿子木孟郎、洋画家（* 1874年）
- 1941年 - 太刀山峯右エ門、大相撲第22代横綱（* 1877年）
- 1941年 - 納家米吉、プロ野球選手（* 1914年）
- 1943年 - コンラート・ファイト、俳優（* 1893年）
- 1945年 - 西村幸生、プロ野球選手（* 1910年）
- 1946年 - 本間雅晴、陸軍軍人（* 1887年）
- 1950年 - クルト・ヴァイル、作曲家（* 1900年）
- 1957年 - 小林古径、日本画家（* 1883年）
- 1960年 - 小平重吉、政治家、実業家（* 1886年）
- 1964年 - 武塙祐吉、政治家、第12代秋田県秋田市長（* 1889年）
- 1966年 - バッティスタ・ファリーナ、自動車デザイナー、ピニンファリーナ創始者（* 1893年）
- 1967年 - 横山運平、俳優、日本初の映画俳優（* 1881年）
- 1971年 - ジョゼフ・ヴァラキ、ギャング、ジェノヴェーゼ一家構成員（* 1904年）
- 1971年 - マンフレッド・リー、小説家（* 1905年）
- 1972年 - ファーディ・グローフェ、作曲家（* 1892年）
- 1976年 - 萩原遼、映画監督、脚本家（* 1910年）
- 1977年 - 櫻内乾雄、実業家、第2代中国電力社長（* 1905年）
- 1978年 - 平野謙、文芸評論家（* 1907年）
- 1979年 - 植村謙二郎、俳優（* 1914年）
- 1981年 - レオ・カナー、医学者、精神科医（* 1894年）
- 1982年 - ウォーレン・オーツ、俳優（* 1928年）
- 1986年 - ピーター・ピアーズ、テノール歌手（* 1910年）
- 1988年 - 稲畑太郎、実業家、元稲畑商店（現在の稲畑産業）社長（* 1898年）
- 1990年 - 西尾愛治、政治家、公選初代鳥取県知事（* 1902年）
- 1990年 - サラ・ヴォーン、ジャズ歌手（* 1924年）
- 1991年 - グレアム・グリーン、小説家（* 1904年）
- 1991年 - ロベール・ヴェイロン＝ラクロワ、チェンバロ奏者、ピアニスト（* 1922年）
- 1993年 - 浅野喜市、写真家（* 1914年）
- 1994年 - ジェローム・ルジューヌ（英語版）、小児科医、遺伝学者（* 1926年）
- 1994年 - フランク・ウェルズ、弁護士、実業家、元ウォルト・ディズニー・カンパニー社長（* 1932年）
- 1996年 - 寺坂英孝、数学者、大阪大学名誉教授（* 1904年）
- 1996年 - 西條笑児、漫才師（* 1941年）
- 1997年 - 嶋中鵬二、出版人、元中央公論社社長（* 1923年）
- 1998年 - 佐々木たづ、児童文学作家（* 1932年）
- 1999年 - 菊村到、作家、小説家（* 1925年）
- 1999年 - 西岡恭蔵、シンガーソングライター（* 1948年）
- 2000年 - 祐乗坊宣明、グラフィックデザイナー、教育者（* 1913年）
- 2000年 - ミルコ・ボボツォフ、チェス選手（* 1931年）
- 2004年 - 由良三郎、推理作家（* 1921年）
- 2004年 - 石井泰之助、経営者、三井造船社長（* 1927年）
- 2005年 - 渡辺忠雄、銀行家、実業家、元三和銀行頭取（* 1898年）
- 2005年 - 岡田史子、漫画家（* 1949年）
- 2006年 - 村上元三、小説家（* 1910年）
- 2006年 - 木村陽二郎、植物学者、科学史家、東京大学名誉教授（* 1912年）
- 2006年 - 絵門ゆう子、元アナウンサー、女優、エッセイスト（* 1957年）
- 2007年 - 龔如心、実業家（* 1936年）
- 2008年 - 浅井博、実業家、元ヒガシマル醬油社長（* 1907年）
- 2008年 - 中西珠子、政治家（* 1919年）
- 2008年 - 久保和彦、高校野球指導者（* 1925年）
- 2009年 - 高村勝治、アメリカ文学者、筑波大学名誉教授（* 1916年）
- 2009年 - 蛯名信廣、元騎手、調教師（* 1952年）
- 2010年 - フィリップ・ブランシュワイグ（フランス語版）、実業家、ローザンヌ国際バレエコンクール創設者（* 1928年）
- 2010年 - 中川茂一、元競輪選手（* 1937年）
- 2010年 - ユージン・テレブランシュ、政治家、アフリカーナー抵抗運動指導者（* 1941年）
- 2010年 - 渡邉泰憲、元ラグビー選手（* 1974年）
- 2011年 - 長崎源之助、児童文学作家（* 1924年）
- 2011年 - 矢部祐一、元プロ野球選手 （* 1946年）
- 2012年 - 山口シヅエ、政治家（* 1917年）
- 2012年 - セニア・スタット＝デ・ヨング、元陸上競技選手、1948年ロンドン五輪金メダリスト（* 1922年）
- 2012年 - 初見弘、アナウンサー（* 1927年）
- 2012年 - チーフ・ジェイ・ストロンボー、元プロレスラー、1994年WWE殿堂（* 1928年）
- 2012年 - ホセ・マリア・サラガ、元サッカー選手（* 1930年）
- 2012年 - 永沼重己、理容師、パンチパーマの考案者（* 1937年）
- 2013年 - ルース・プラワー・ジャブヴァーラ、小説家、脚本家（* 1927年）
- 2013年 - 田中忠道、元レスリング選手、1969年レスリング世界選手権金メダリスト（* 1945年）
- 2014年 - 有賀徹、衛生学者、日本大学名誉教授（* 1926年）
- 2014年 - レジーヌ・デフォルジュ、小説家（* 1935年）
- 2014年 - 門坂流、画家（* 1948年）
- 2015年 - マティアス・グネーディンガー、俳優（* 1941年）
- 2016年 - チェーザレ・マルディーニ、サッカー選手、指導者（* 1932年）
- 2016年 - 望月三起也、漫画家（* 1938年）
- 2016年 - 和田光司、歌手（* 1974年）
- 2017年 - 張琨、言語学者（* 1917年）
- 2017年 - 松野茂、コントラバス奏者、教育家、国立音楽大学名誉教授（* 1936年）
- 2017年 - 大薗明照[22]、実業家、元ハンズマン社長（* 1941年）
- 2018年 - デビッド・エドガートン（英語版）、実業家、バーガーキング共同創業者（* 1927年）
- 2018年 - 日高晤郎、ラジオパーソナリティ、俳優、タレント（* 1944年）
- 2018年 - 牧誠、実業家、バッファロー創業者、元メルコホールディングス会長（* 1948年）
- 2019年 - 真弓常忠、神職、神道学者、皇學館大学名誉教授、住吉大社名誉宮司（* 1923年）
- 2019年 - 江口吾朗、生物学者、基礎生物学研究所名誉教授、元熊本大学学長（* 1933年）
- 2019年 - 小坂照男、元プロボクサー、元東洋ライト級王者（* 1940年）
- 2020年 - 西丸與一、医師、法医学者、作家、横浜市立大学名誉教授、元ぱしふぃっくびいなす船医（* 1927年）
- 2020年 - 秋山祐徳太子、美術家（* 1935年）
- 2020年 - ティム・ロビンソン、著作家、地図製作者（* 1935年）
- 2020年 - アイラ・アインホーン、元環境活動家（* 1940年）
- 2020年 - C・W・ニコル、作家、環境活動家（* 1940年）
- 2020年 - 志賀勝、俳優、歌手（* 1942年）
- 2021年 - グロリア・ヘンリー（英語版）、女優（* 1923年）
- 2021年 - 谷口幸男、ドイツ文学研究者、民俗学者、広島大学名誉教授（* 1929年）
- 2021年 - 三好徹、ジャーナリスト、作家 (* 1931年)
- 2021年 - 田村正和、俳優（* 1943年）
- 2021年 - 東孝、武道家、大道塾空道創立者（* 1949年）
- 2022年 - 高橋千年美、元プロ野球選手、球団経営者、元広島東洋カープ球団代表（* 1931年）
- 2022年 - 坪田信義、元ミズノ野球グラブ職人（* 1933年）
- 2022年 - トミー・デービス、プロ野球選手（* 1939年）
- 2022年 - ヤミナ・バチル、映画監督（* 1954年）
- 2023年 - ナイジェル・ローソン、政治家、第64代英国財務大臣（* 1932年）
- 2023年 - 藤吉次郎、アナウンサー（* 1947年）
- 2024年 - 三浦久、政治家、弁護士（* 1931年）
- 2024年 - 磯野可一、医学者、第11代千葉大学学長（* 1932年）
- 2024年 - アルバート・ヒース、ジャズ・ドラマー（* 1935年）
- 2024年 - 西元徹也、陸上自衛官、第20代統合幕僚会議議長、第23代陸上幕僚長、元防衛大臣補佐官（* 1936年）
- 2024年 - ヴェラ・チェコワ、女優（* 1940年）
- 2024年 - ヴィトゥス・フオンダー、カトリック教会司教（* 1942年）
- 2024年 - カレヴィ・キヴィニエミ、オルガン奏者（* 1958年）
- 2025年 - 畠山重篤、養殖漁業家、エッセイスト（* 1943年）

### 人物以外（動物など）
- 1997年 - ホクトベガ、競走馬（* 1990年）
- 2006年 - メジロマックイーン、競走馬（* 1987年）

## 記念日・年中行事

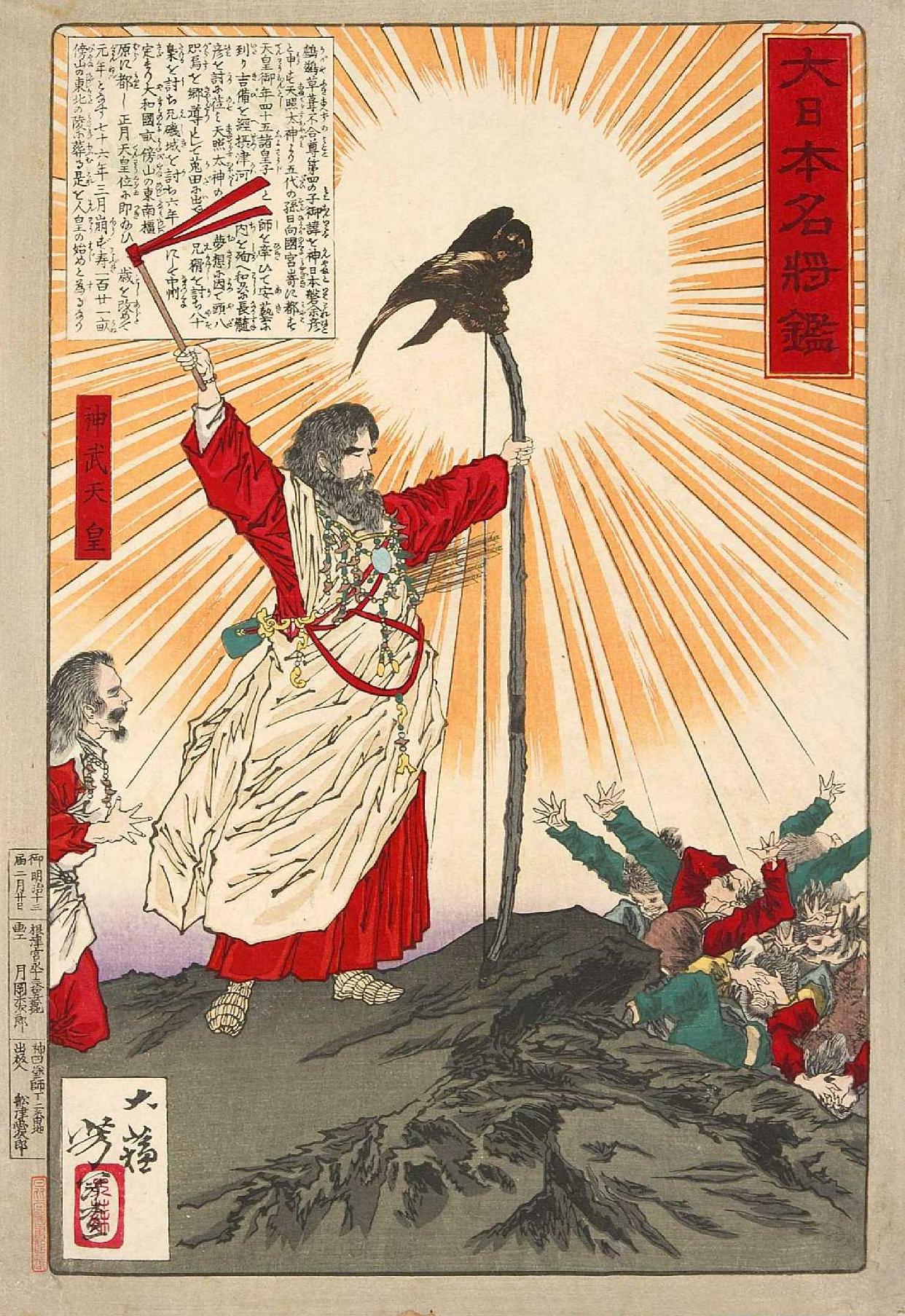
神武天皇祭

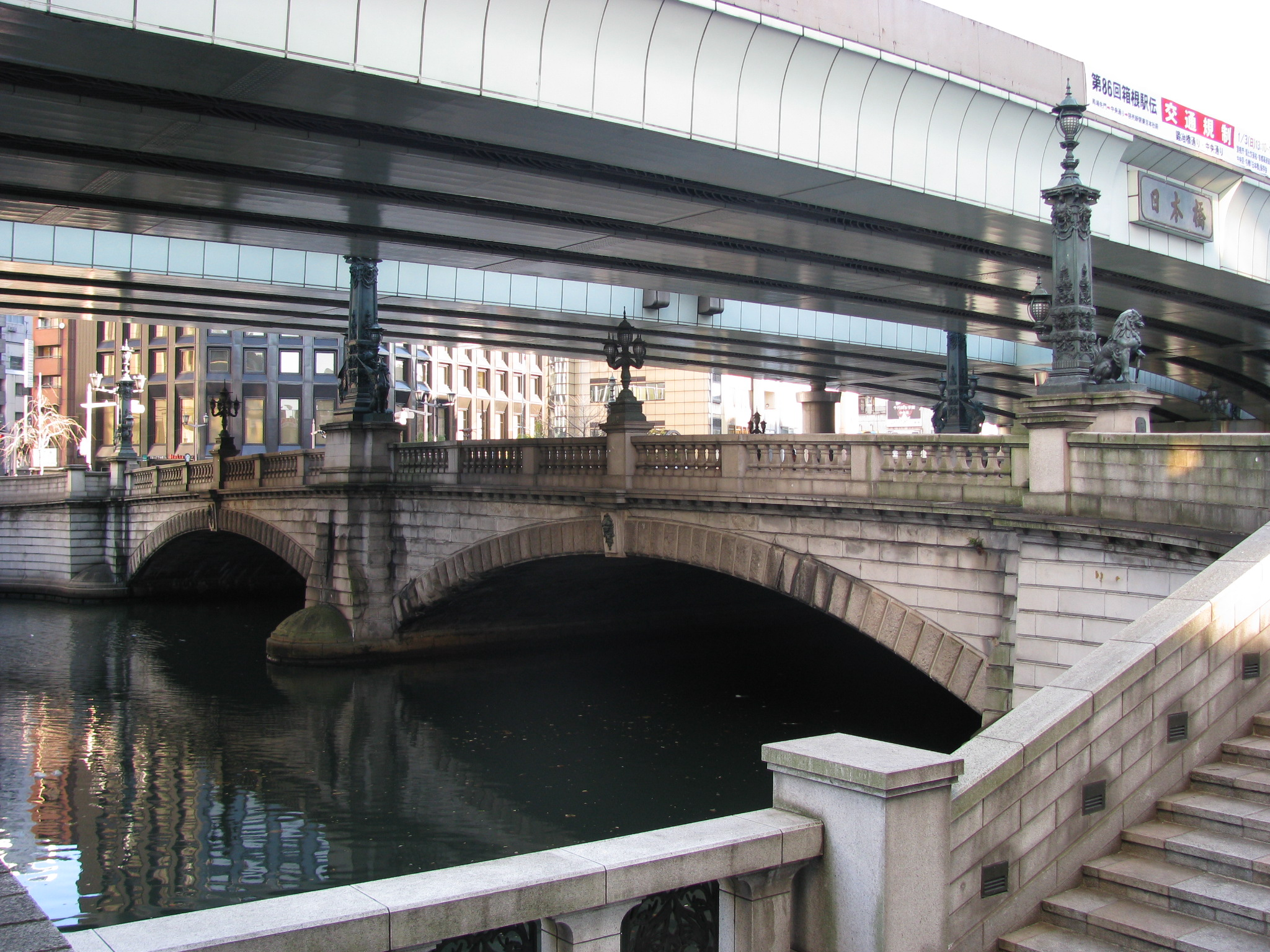
日本橋開通記念日。今日の日本橋は首都高速道路の高架下にある。

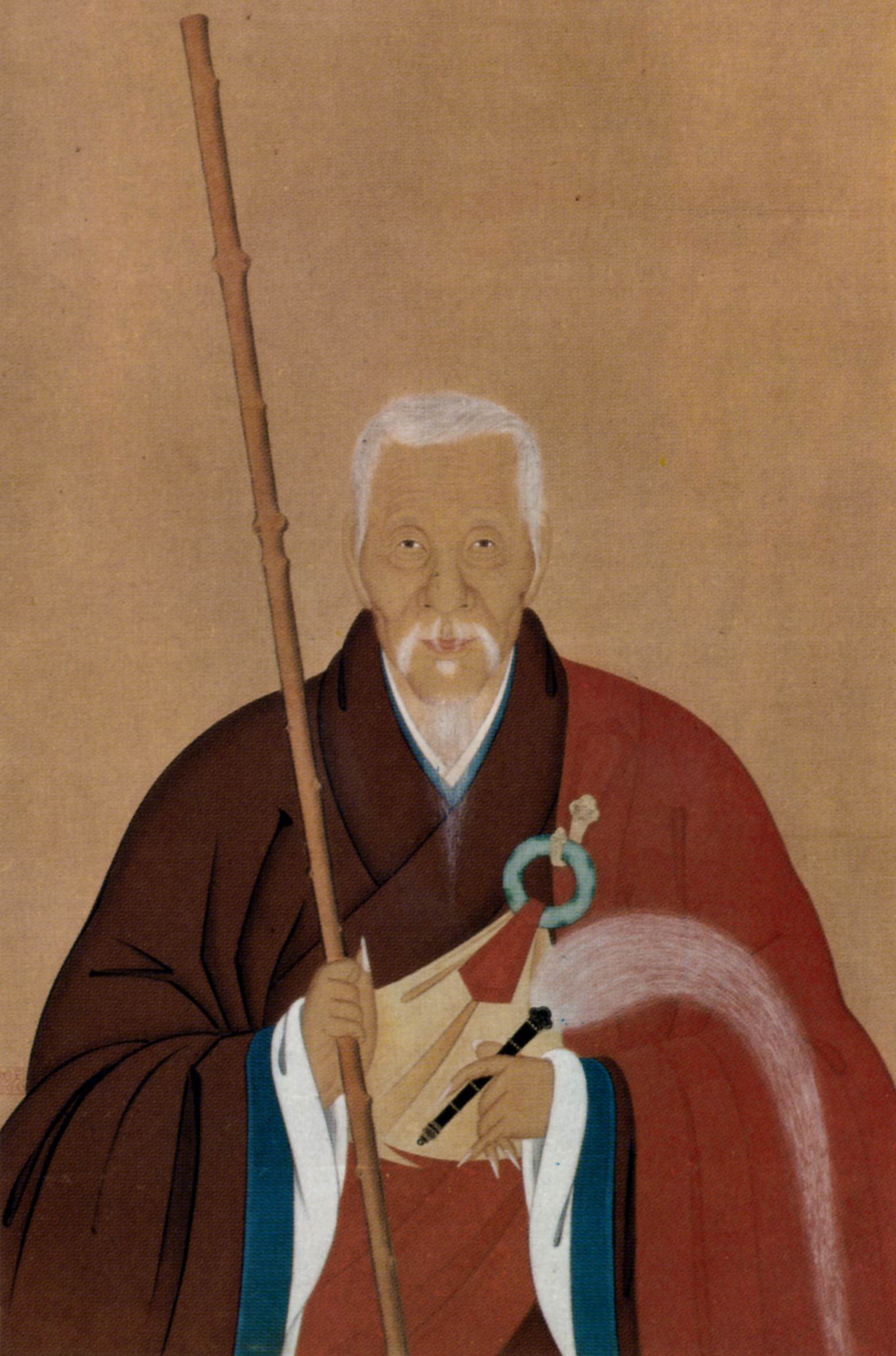
いんげん豆の日。画像は喜多元規筆による隠元禅師。

- 神武天皇祭（ 日本）
神武天皇が崩御したとされる日。1874年から1948年までは大祭日となっていた。
- 日本橋開通記念日（ 日本）
1911年のこの日、東京都中央区にある日本橋が木橋から石橋に架け替えられ開通した[2]。
- 愛林日（ 日本、1898年 - 1949年）
日本でかつて行われていた国土緑化の記念日。現在の全国植樹祭。
- ペルー日本友好の日（ 日本）
1899年のこの日に日本人移民790人が佐倉丸でペルーのアンコン港に上陸したことにちなみ、ペルー政府が1989年8月20日に制定。
- 清水寺・みずの日（ 日本）
京都市の清水寺を始めとする全国の清水寺で作る「全国清水寺ネットワーク」が1998年に制定。「し(4)み(3)ず」（清水）の語呂合わせから。京都市の清水寺で、水と環境に感謝する「心と地球の浄化祈願祭」が行われる。
- いんげん豆の日（隠元禅師忌）（ 日本）
中国福建省福州福清県出身で、明国の禅を日本に伝えた隠元隆琦禅師は、延宝元年4月3日（新暦1673年5月19日）遷化。隠元禅師は承応三年（1654年）に現在の藤豆を日本にもたらしたと考えられており、関西では藤豆のことを「インゲンマメ」と呼んでいる。
- シーサーの日（ 日本）
発祥地の那覇市壺屋で2002年に制定。「シー(4)サー(3)」の語呂合わせ。
- 葉酸の日（ 日本）
葉酸（ようさん）、つまり、「よう(4)さん(3)」の語呂合わせ。胎児の先天障害のリスクを減らす栄養素「葉酸」の摂取を呼び掛けようと「葉酸と母子の健康を考える会」が4月3日を「葉酸の日」と名付け、啓発を行っている。
- 資産運用の日（ 日本）
フィデリティ投信株式会社が制定。「し(4)さん(3)」の語呂合わせ。
- シミ対策の日（ 日本）
シミを無くして美肌への意識を高めることを目的に、素肌美研究家で（株）クリスタルジェミー社長の中島香里氏が制定[23]。
- フォーサイトの日（ 日本）
「フォー(4)サイト(3)」の語呂合わせ。
- フォーサーズの日（ 日本）
「フォー(4)サーズ(3)」の語呂合わせ。「フォーサーズシステム（マイクロフォーサーズシステム）」の自体が4/3（Four Thirds）型イメージセンサーを元にした規格である。
- 飛騨高山雛まつり（ 日本）
岐阜県高山市は、雪国であるため春の訪れが遅く、季節の行事をひと月遅れて行う風習がある。桃の節句･雛まつりもそのひとつで、飛騨高山雛まつりは、4月3日に催される。市内の観光施設、ホテル・旅館、まちなかのお店に土雛や古今雛など代々伝わる雛人形を展示して、桃の節句を祝う[24]。
- 水神祭（ 日本）
千葉県船橋市の船橋漁港で、毎年4月3日に水神祭が行なわれる。江戸時代から続く祭事で、海上安全と豊漁を祈願する神楽が舞われる。最初に、古くから伝わる雅楽という楽器の奏上による神事が行われ、そのあと四つの舞が奉納される[25]。
- 寒食節（ 中国・ 韓国 2012年）
清明の前日。この日は家で火を炊くことを忌み、冷たい物を食べる習慣があった。